# Uddevalla församling
Uddevalla församling är en församling i Uddevalla och Stenungsunds kontrakt i Göteborgs stift som ligger i Uddevalla kommun, Bohuslän i Västra Götalands län. Församlingen ingår i Uddevalla pastorat.

## Administrativ historik
Församlingen har medeltida ursprung. 1919 utbröts Bohusläns regementes församling som återgick 1927. 1945 införlivades Bäve församling. En församling med detta namn, Bäve församling, utbröts 1974 men med en annan omfattning än den tidigare församlingen   
Församlingen var och är moderförsamling i pastoratet Uddevalla och Lane-Ryr, som till 1945 även omfattade Bäve församling. Från 2014 ingår även Bäve församling i pastoratet, och från 2015 Dalabergs församling.

## Kyrkobyggnader
- Uddevalla kyrka

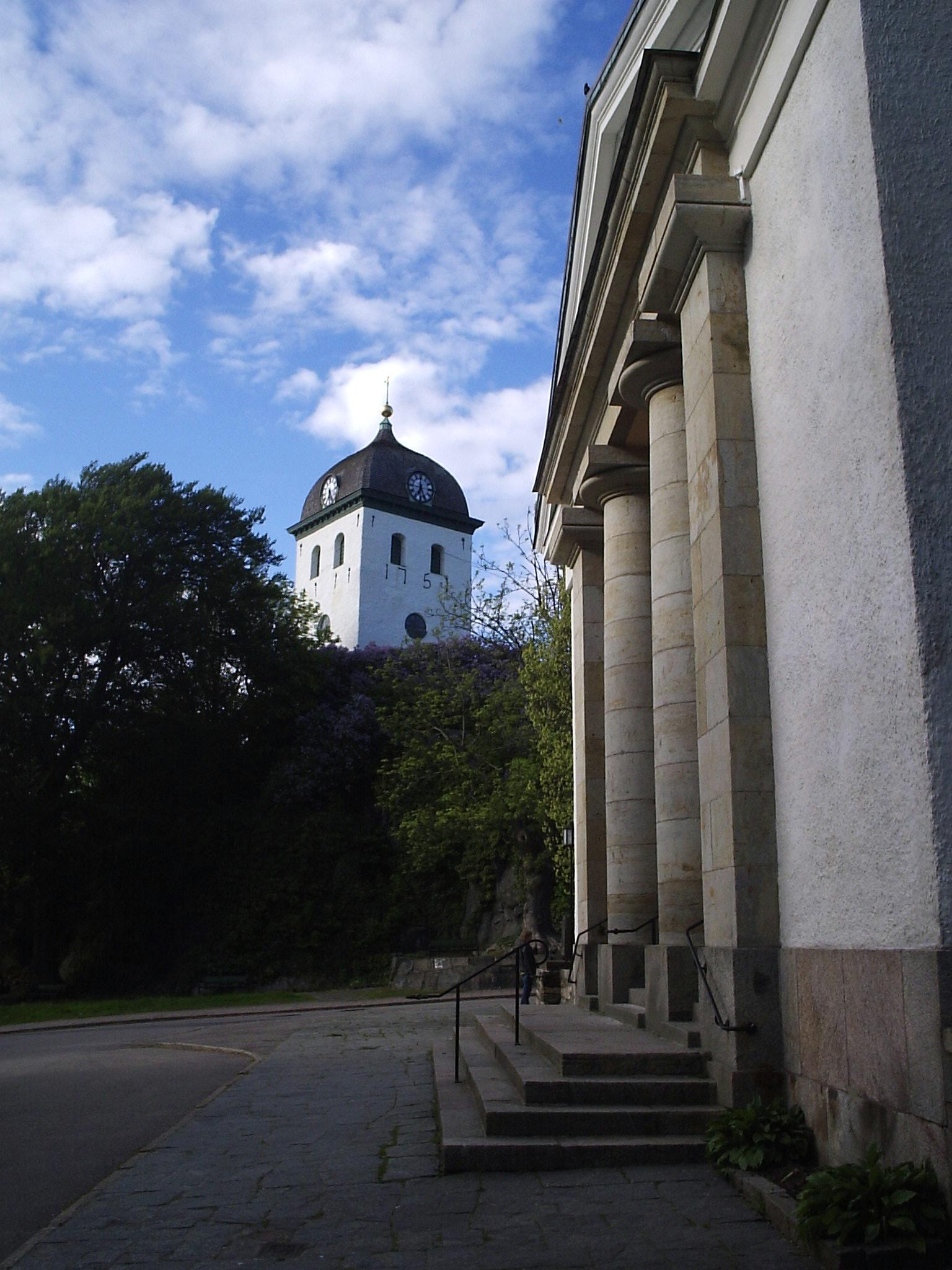
Uddevalla kyrkas klocktorn på Agneberget i Uddevalla, sett från kyrkans huvudingång
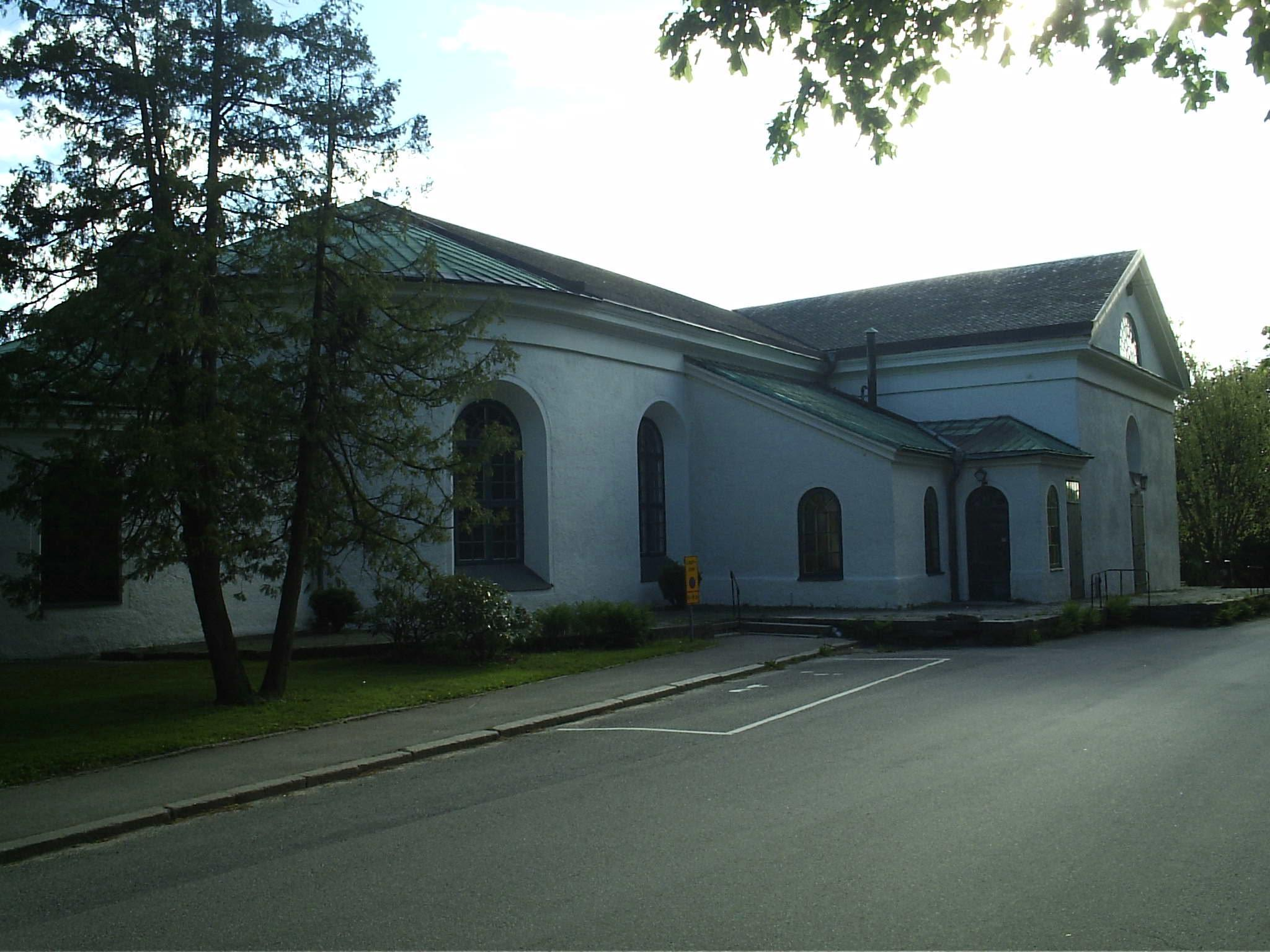
Uddevalla kyrka sedd från öster. Här syns sakristian i mitten mellan koret och södra tvärskeppet